# Jachet de Mantua
Jachet de Mantua (* 1483 in Vitré (Bretagne); † 2. Oktober 1559 in Mantua) war ein franko-flämischer Komponist, Sänger und Kapellmeister der Renaissance.

## Leben und Wirken
Nachdem Jachet de Mantua seine Werke immer nur mit seinem Vornamen abgezeichnet hat und dieser eine Verkleinerungsform von „Jacques“ ist, hat es wegen der Häufigkeit des Namens schon im 16. Jahrhundert Verwechslungen mit namensgleichen und namensähnlichen anderen Komponisten gegeben, besonders mit Jacquet de Berchem, aber auch mit weniger bekannten wie Giaches Brunel oder Jacques du Pont. Solche Namensähnlichkeiten haben noch bis in die jüngere Zeit die musikhistorische Forschung erschwert, insbesondere die eindeutige Zuschreibung von Kompositionen. Sein an anderer Stelle überlieferter Familienname war Colebault, was Anlass zu Vermutungen gab, dass er mit dem seinerzeit hochgeschätzten Sänger Antoine Colebault verwandt gewesen sein könnte. Belege gibt es dafür aber nicht.
Über die Herkunftsfamilie und die Ausbildungszeit von Jachet de Mantua sind keine Informationen überliefert. Er scheint in relativ jungen Jahren nach Italien gegangen zu sein, weil er nachweislich in den Jahren 1516, 1524 und 1525 als „Iachetto cantore“ in den Diensten der Herzogsfamilie d’Este in Ferrara stand und 1519 bis 1520 als „maestro Giachetto cantor“ dem Haushalt der Familie Rangoni in Modena angehörte. Es wird auch vermutet, dass es 1525 in Ferrara zu einem engeren freundschaftlichen Verhältnis zu Adrian Willaert, dem Begründer der venezianischen Schule, gekommen ist. Schon um 1520 hatte Jachet als Komponist einen beachtlichen Bekanntheitsgrad, weil da einige seiner Werke in Oberitalien bereits verbreitet waren. Als erstes Zeugnis seiner Tätigkeit in Mantua wird der aktenkundige Beleg über den Tod von „Polonia, Ehefrau des Kantors Jachet“ angesehen, wonach er schon einige Zeit in Mantua gelebt haben dürfte. Das dortige Bürgerrecht wurde ihm erst am 20. April 1534 verliehen. Zuvor deuten päpstliche Zahlungen an „Jacquet cantore“ zwischen 1530 und 1532 auf einen Aufenthalt des Komponisten in Rom hin; auch hielt sich Kardinal Ercole Gonzaga (1505–1563), sein späterer Dienstherr, um diese Zeit überwiegend in Rom auf. Darüber hinaus hat ein gewisser „Jacquet“ von 1531 bis 1532 der päpstlichen Kapelle angehört; allerdings räumen Musikhistoriker ein, dass dies auch Jacques du Pont gewesen sein könnte.
Die gut dokumentierte letzte Lebensphase des Komponisten in Mantua beginnt mit seiner Ernennung zum Magister der Kapellknaben an der Kathedrale St. Peter und Paul und zum Kapellmeister an der gleichen Kirche spätestens ab 1535; er dominierte damit nicht nur das Musikleben der Stadt, sondern gehörte auch zu den führenden Komponisten über die Landesgrenzen hinaus. In Mantua hatte er durch seine direkte Unterstellung unter den Kardinal eine Sonderstellung inne. Seine Bekanntheit beruhte auch auf zahlreichen Veröffentlichungen seiner Werke, mit der Folge, dass sehr viele zeitgenössische Autoren sich in ihren Schriften mit seinem Wirken auseinandersetzten. Dazu gehören der Musiktheoretiker Giovanni Maria Artusi (um 1540–1613), der Humanist Cosimo Bartoli (1503–1572), der Komponist Juan Bermudo (um 1510– um 1565), der Bühnenautor Andrea Calmo (1510–1571), der Musiktheoretiker Pietro Domenico Cerone (1566–1625), der Autor Pietro Cinciarino (* um 1510), der Musiktheoretiker Adrianus Petit Coclico (1499/1500–1562), der Musiktheoretiker Giovanni Del Lago (um 1490–1544), der Musikschriftsteller Antonio Francesco Doni (1513–1574), der Dichter Teofilo Folengo (um 1496–1544), der Musiktheoretiker Silvestro Ganassi dal Fontego (* 1492), der Musiktheoretiker Giovanni Maria Lanfranco (um 1490–1545), der Kirchenmusiker und Musiktheoretiker Pietro Ponti (1532–1595), der Komponist Matteo Rampollini (1497– um 1553), der Dichter Pierre de Ronsard (1524–1585) und der Musiktheoretiker Stefano Vanneo (um 1493– um 1540). Jachet de Mantua wurde im Jahr 1558 in den Ruhestand entlassen. Im folgenden Jahr ist er in Mantua verstorben; Kardinal Ercole gewährte seiner Familie eine Pension.

## Bedeutung
Von Jachet de Mantua gibt es 23 Messen, mehr als 100 Motetten, davon viele für staatliche Anlässe, 3 Magnificats, außerdem Hymnen und Vesperpsalmen sowie 3 weltliche Werke. Er kann zu den bedeutendsten Schöpfern geistlicher Musik in der Generation nach Josquin gelten. Im Gegensatz zu Nicolas Gombert und Adrian Willaert schrieb er in den meisten seiner Werke einen mustergültigen und erfindungsreichen Tonsatz mit den Kompositionstechniken seiner Zeit, der höchstens im Detail individuelle Züge zeigt, womit er dem Stilideal in der Mitte des 16. Jahrhunderts einer ingeniösen Ausgewogenheit besonders nahe kommt. Er verwendete zum Teil ungewöhnliche Imitationstechniken, ist in seinen Kontrastwirkungen zurückhaltend und zeigt seine überlegene Beherrschung von Kanontechniken mit nur wenigen Beispielen. In der Harmonik lassen seine Werke Klarheit und Eindeutigkeit erkennen. Bei aller kontrapunktischen Meisterschaft zeigen sie eine eingängige und in allen Stimmen sangliche Melodik mit besonderer Berücksichtigung des Wortakzents.
Die meisten Messen des Komponisten sind Parodiemessen über geistliche ebenso wie über weltliche Vorlagen, in denen der hohe Anteil der Motetten von Jean Mouton auffällt. Teilweise sind hier die Vorlagen stark bestimmend, so bei den Messen „Si bona suscepimus“, „In die tribulationis“ oder „Surge Petre“; in anderen Messen geht der Komponist zu einer selbständigen Auseinandersetzung mit dem melodischen Stoff der Vorlage über, so in den Messen „Rex Babylonis“ oder „Peccata mea“. Einen besonders eigenständigen Umgang mit der jeweiligen Vorlage zeigen die Messen „Chiare dolci e fresche acque“, „Alla dolce ombra“ und „Vado ad eum“, in denen Jachet Motive und Abschnitte weit ausspinnt, variiert und eigenen Themen gegenüberstellt. Seine Messen „Hercules dux Ferrariae“ und „Ferdinandus dux Calabriae“ dagegen orientieren sich an den Messen Josquins.
In dem umfangreichen Bestand der Motetten von Jachet de Mantua drückt sich die variable Zweckbestimmung und die künstlerische Selbständigkeit dieser Musikgattung am Vorabend der Liturgiereform des Konzils von Trient aus. Drei Viertel der Motettentexte stammen aus der Liturgie oder sind frei liturgisch, während die übrigen auf biblische Texte zurückgehen oder außerkirchlichen Ursprungs sind. Die Motetten sind zunächst vierstimmig, ab seiner Zeit in Mantua dann fünfstimmig entsprechend dem künstlerischen Trend der Zeit. Von den weltlichen Motetten sind zwei besonders zu erwähnen: „Dum vastos Adriae“ als kompositorisch besonders anspruchsvolles Beispiel für die Josquin-Verehrung um die Mitte des 16. Jahrhunderts sowie „Enceladi Coeique soror“ als ungewöhnliche Huldigung an die Pferdehaltung der Familie Gonzaga, eine Entsprechung zu dem Sala dei Cavalli im Mantuaner Palazzo del Tè des manieristischen Malers und Architekten Giulio Romano. In seinen letzten Lebensjahren hat sich Jachet de Mantua einem streng liturgischen Repertoire mit Hymnen und Psalmen zugewandt, einer Gattung, die durch stilistische Zurückhaltung und betont konservative Züge wie Fauxbourdon-, Kanon- und Cantus-firmus-Techniken bestimmt ist; dies geschah vermutlich im Hinblick auf die Polyphonie-Gegnerschaft gewisser Kreise des Konzils von Trient, aber auch auf die Anwartschaft seines Dienstherrn auf den päpstlichen Thron. Hierzu gehören noch nicht die doppelchörigen Psalmen, die in Zusammenarbeit mit Willaert entstanden sind.

## Werke
Gesamtausgabe: Jacquet of Mantua. Opera omnia, herausgegeben von P. T. Jackson und G. Nugent, 6 Bände, ohne Ortsangabe 1971–1986 (= Corpus mensurabilis musicae Nr. 54, I–VI); hierin Band 1, 3 und 6: Messen, Band 2: Vesperhymnen, Band 4–5: Motetten.
- Individualdrucke von Messen
  - „Il primo libro de le messe a cinque voci“, Venedig 1554
  - „Missa […] ad imitationem moteti quam pulchra es“, Paris 1554
  - „Missa ad imitationem moduli Surge Petre“, Paris 1557
  - „Messe del fiore, a cinque voci, libro primo“, Venedig 1561
  - „Messe del fiore, a cinque voci, libro secondo“, Venedig 1561
- Einzelne Messen (alphabetisch)
  - Missa „Accesserunt ad Jherusalem“ zu fünf Stimmen
  - Missa „Acquiesce Domine“ zu fünf Stimmen, über eine eigene Motette
  - Missa „Alla dolce ombra“ zu fünf Stimmen, über ein Madrigal von Cipriano de Rore
  - Missa „Altro non è il mio amor“ zu fünf Stimmen, über ein Madrigal von Philippe Verdelot
  - Missa „Alvos nos“ zu sechs Stimmen (verloren)
  - Missa „Anchor che col partire“ zu fünf Stimmen, über ein Madrigal von Cipriano de Rore
  - Missa „Ave fuit prima salus“ zu vier Stimmen, über eine Motette von Jean Mouton
  - Missa „Chiare dolci e fresche acque“ zu fünf Stimmen, über ein Madrigal von Jacobus Arcadelt
  - Missa „De mon triste deplaisir“ zu vier Stimmen, über eine Chanson von Jean Richafort
  - Missa „Deus misereatur“ zu fünf Stimmen, über eine Motette von Claudin de Sermisy
  - Missa „Enceladi Coeique soror“ zu fünf Stimmen, über eine eigene Motette
  - Missa „Ferdinandus dux Calabriae“ zu fünf Stimmen
  - Missa „In die tribulationis“ zu fünf Stimmen, über eine eigene Motette
  - Missa „In illo tempore“ zu vier Stimmen, über eine Motette von Jean Mouton
  - Missa „La fede non debbe esser corrotta“ zu fünf Stimmen
  - Missa „La sol fa re mi“ zu fünf Stimmen
  - Missa „Peccata mea“ zu fünf Stimmen, über eine Motette von Jean Mouton
  - Missa quarti toni zu fünf Stimmen
  - Missa „Quam pulchra es“ zu vier Stimmen, über eine Motette von Jean Mouton (auch als Individualdruck)
  - Missa „Rex Babylonis“ zu fünf Stimmen, über eine eigene Motette
  - Missa „Si bona suscepimus“ zu fünf Stimmen, über eine Motette von Philippe Verdelot
  - Missa „Surge Petre“ zu sechs Stimmen, über eine eigene Motette
  - Missa „Vado ad eum“ zu fünf Stimmen, über eine Motette von Cipriano de Rore
  - zwei weitere Messen, Santa Barbara 156
- Individualdrucke von Motetten
  - „Motecta quinque vocum […] liber primus“, Venedig 1539, erweitert 1540 und 1565
  - „Motecta quatuor vocum […] liber primus“, Venedig 1539 und 1544, erweitert 1545, 1554 und 1565

- Geistliche Motetten (alphabetisch)
  - „Acquiesce Domine“ zu fünf Stimmen
  - „Adonai Domine Deus“ zu vier Stimmen
  - „Alleluia surrexi Dominus“ zu vier Stimmen
  - „Alma redemptoris mater“ zu fünf Stimmen
  - „Aspice Domine quia facta est“ zu fünf Stimmen
  - „Assumpta est Maria“ zu fünf Stimmen
  - „Audi dulcis amica mea“ zu vier Stimmen
  - „Ave apertor caelorum“ zu fünf Stimmen
  - „Ave Maria alta stirps“ zu fünf Stimmen
  - „Ave Maria gratia plena“ zu drei Stimmen
  - „Ave Maria gratia plena“ zu fünf Stimmen
  - „Ave mater matris Dei“ zu fünf Stimmen
  - „Ave quam colunt angeli“ zu fünf Stimmen
  - „Ave regina caelorum“ zu fünf Stimmen
  - „Ave regina caelorum“ zu sechs Stimmen
  - „Ave virgo gratiosa“ zu sechs Stimmen
  - „Caelorum candor splenduit“ zu vier Stimmen
  - „Caligaverunt oculi mei“ zu fünf Stimmen
  - „Cantantibus organis“ zu vier Stimmen
  - „Cantate Domino […] laus ejus“ zu drei Stimmen
  - „Cantate Domino […] quia mirabilia“ zu drei Stimmen
  - „Cantate Domino“ zu vier Stimmen
  - „Cantate Domino et benedicite“ zu drei Stimmen
  - „Confirmatum est cor“ zu fünf Stimmen
  - „Decantabat populus“ zu fünf Stimmen
  - „Descendi in hortum meum“ zu sechs Stimmen
  - „Divitias et paupertatem“ zu sechs Stimmen
  - „Dixit autem Dominus servo“ zu fünf Stimmen
  - „Domine bonum est“ zu vier Stimmen
  - „Domine exaudi orationem meam“ zu fünf Stimmen
  - „Domine non secundum peccata nostra“ zu sechs Stimmen
  - „Domine secundum acutum meum“ zu fünf Stimmen
  - „Ecclesiam tuam Deus“ zu vier Stimmen
  - „Emendemus in melius“ zu fünf Stimmen
  - „Estote fortes in bello“ zu fünf Stimmen
  - „Fratres ego enim accepi“ zu vier Stimmen
  - „Gaudeamus omnes in Domino“ zu fünf Stimmen
  - „Genuit puerpera regem“ zu vier Stimmen
  - „Haec dies“ zu fünf Stimmen
  - „Inclita sanctae virginis“ zu fünf Stimmen
  - „In die tribulationis“ zu fünf Stimmen
  - „In Domino confido“ zu vier Stimmen
  - „Ingresso Zacharia“ zu fünf Stimmen
  - „In illo tempore erat“ zu vier Stimmen
  - „In illo tempore […] modicum“ zu vier Stimmen
  - „In illo tempore […] non turbetur“ zu fünf Stimmen
  - „In illo tempore stabant“ zu vier Stimmen
  - „In lectulo meo“ zu drei Stimmen
  - „In te domine speravi“ zu fünf Stimmen
  - „In tua patientia“ zu vier Stimmen
  - „Iste est discipulus“ zu fünf Stimmen
  - „Isti sunt dies“ zu vier Stimmen
  - „Laudate Dominum“ zu fünf Stimmen
  - „Levavi oculos meos“ zu vier Stimmen
  - „Liberator animarum“ zu fünf Stimmen
  - „Locutus est Dominus“ zu fünf Stimmen
  - „Lux fulgebit“ zu fünf Stimmen
  - „Mirabile misterium“ zu fünf Stimmen
  - „Murus tuus dilecta nostra“ zu sechs Stimmen
  - „Nigra sum sed formosa“ zu fünf Stimmen
  - „Noe, noe, hodie salvator“ zu vier Stimmen
  - „Nunc dimittis“ zu fünf Stimmen
  - „Nunquam super terram“ zu fünf Stimmen
  - „O clemens, o pia“ zu drei Stimmen
  - „O Dei electe“ zu fünf Stimmen
  - „O dulcis Jesu“ zu vier Stimmen
  - „O Jesu Christe“ zu vier Stimmen
  - „O lampas ardens“ zu fünf Stimmen
  - „Omnes sancti tui“ zu vier Stimmen
  - „Omnipotens sempiterne Deus“ zu vier Stimmen
  - „Optimam partem elegit“ zu fünf Stimmen
  - „O pulcherrima inter mulieres“ zu drei Stimmen
  - „O quam praeclara sunt“ zu fünf Stimmen
  - „O sacrum convivium“ zu vier Stimmen
  - „O vos qui transitis“ zu vier Stimmen
  - „Pater noster“ zu fünf Stimmen
  - „Plorabant sacerdotes“ zu fünf Stimmen
  - „Praeparat corda vestra“ zu vier Stimmen
  - „Praesul sanctissime Augustine“ zu fünf Stimmen
  - „Puer qui natus est“ zu vier Stimmen
  - „Quam pulchra es“ zu drei Stimmen
  - „Recumbentibus undecim“ zu fünf Stimmen
  - „Repleatur os meum“ zu fünf Stimmen
  - „Retribuere dignare Domine“ zu vier Stimmen
  - „Rex Babilonis“ zu fünf Stimmen
  - „Salve regina“ zu fünf Stimmen
  - „Salve virgo virginum“ zu vier Stimmen
  - „Salvum me fac Domine“ zu fünf Stimmen
  - „Sancta Trinitas“ zu acht Stimmen
  - „Sancti per fidem“ zu fünf Stimmen
  - „Scindite corda vestra“ zu fünf Stimmen
  - „Si bona suscepimus“ zu fünf Stimmen
  - „Si ignoras o pulchra“ zu fünf Stimmen
  - „Spem in alium“ zu vier Stimmen
  - „Spiritus Domini replevit“ zu fünf Stimmen
  - „Stephanus servus Dei“ zu vier Stimmen
  - „Stetit angelus juxta aram“ zu fünf Stimmen
  - „Sufficiebat nobis“ zu fünf Stimmen
  - „Surge Petre“ zu sechs Stimmen
  - „Tibi soli peccavi“zu vier Stimmen
  - „Tribularer si nescirem“ zu fünf Stimmen
  - „Unum cole Deum“ zu vier Stimmen
  - „Vado parare vobis locum“ zu fünf Stimmen
  - „Veni dilecte mi“ zu vier Stimmen
  - „Veni Sancte Spiritus“ zu vier Stimmen
  - „Videns Dominus flentem“ zu fünf Stimmen
  - „Virgo ante partum“ zu drei Stimmen
  - „Virgo prudentissima“ zu fünf Stimmen
  - „Visita quaesumus Domine“ zu vier Stimmen

- Weltliche Motetten und Huldigungsmotetten (alphabetisch)
  - „Cantemus Domino gloriose“ zu vier Stimmen, für Giulio Boiardo di Scandiano
  - „Dum vastos Adriae“ zu fünf Stimmen, Hommage an Josquin
  - „Enceladi Coeique soror“ zu fünf Stimmen, Hommage an die Gonzaga und ihre Pferde
  - „Formoso vermi“ zu fünf Stimmen, für Giacomo und Camilla dal Verme di Verona
  - „Hesperiae ultimae“ zu fünf Stimmen, Hommage an Philipp II. von Spanien
  - „Jam nova perpetuo“ zu fünf Stimmen, für Cristoforo Madruzzo, Bischof von Trient
  - „Jucundum mea vita“ zu fünf Stimmen, nach Catull
  - „Nos pueri tibi principi“ zu vier Stimmen, für Francesco Gonzaga
  - „O angele Dei“ zu vier Stimmen, für Ippolito II. d’Este
  - „O Domine Jesu Christe“ zu vier Stimmen, für Ippolito II. d’Este
  - „Ploremus omnes“ zu fünf Stimmen, Klage auf den Tod von Cesare von Aragon
  - „Quis incredibili non exultet“ zu vier Stimmen, wahrscheinlich für Papst Clemens VII.
  - „Si vera incessu“ zu fünf Stimmen, Paraphrase auf Vergil, Aeneis I
- Motetten mit zweifelhafter Autorschaft
  - „Aspice Domine de Sede“ zu vier Stimmen, wahrscheinlich von Claudin de Sermisy
  - „Convertimini ad me“ zu fünf Stimmen, Vincenzo Ruffo zugeschrieben
  - „In nomine Jesu“ zu fünf Stimmen, Matthias Hermann Werrecore zugeschrieben
  - „Jubilate Deo“ zu sechs Stimmen, wahrscheinlich von Cristóbal de Morales
  - „Laudem dicite Deo nostro“ zu fünf Stimmen, Pierre de Manchicourt zugeschrieben
  - „Orabat Jesum mulier“ zu fünf Stimmen, auch Morales oder Cipriano de Rore zuzuschreiben
  - „O sacrum convivium“ zu fünf Stimmen, wahrscheinlich von Jacobus Arcadelt
  - „Salve regina“ zu sechs Stimmen, Philippe Verdelot zugeschrieben
  - „Veni electa mea“ zu fünf Stimmen, Nicolas Gombert zugeschrieben
- Magnificats
  - Magnificat tertii toni zu vier Stimmen
  - Magnificat quarti toni zu vier Stimmen
  - Magnificat octavi toni zu vier Stimmen
- Individualdrucke anderer geistlicher Werke
  - „Himni vesperarum totius anni secundum Romanam curiam […] cum quatuor et quinque vocibus“, Venedig 1566
  - „Orationes complures ad officium Hebdomadae sanctae pertinentes“, Venedig 1567
- Einzelne andere geistliche Werke
  - 26 Vesperhymnen zu fünf Stimmen
  - 20 Vesperpsalmen (teilweise in Zusammenarbeit mit Adrian Willaert und anderen)
  - 6 Vesperpsalmen zu vier Stimmen
  - „Passio die Veneris“ (Johannespassion) zu fünf Stimmen
  - „Lamentationes & Oratio Hieremiae prophetae“ zu vier bis fünf Stimmen
  - „Lamentatio Hieremiae prophetae“ zu vier Stimmen
- Weltliche Werke
  - „Canamus et bibamus“ zu vier Stimmen
  - „Doulce espérance“ zu vier Stimmen
  - „Vostre dolce parole“ zu vier Stimmen